# جورج إي. فوكس
جورج إي. فوكس (بالإنجليزية: George E. Fox)‏ هو أحيائي أمريكي، ولد في 17 ديسمبر 1945.